# Coco Paradise
Coco Paradise est une émission de télévision humoristique française de Stéphane Collaro diffusée à partir du 15 octobre 1988, le samedi à 20h45 sur TF1. La diffusion de l'émission cesse le 11 mars 1989. 